# 鮎川ひなた
鮎川 ひなた（あゆかわ ひなた）は、日本の女性声優。主にアダルトゲームに声をあてている。

## 人物
- 絶望的といってもいいほどにクジ運が悪く、特に罰ゲームを決める目的で（くじ引きに）参加した際の的中率はかなり高い。同業の風音に（このクジ運を）利用されかけたこともある[1]。

## 出演作品
※太字は主役・メインキャラクター。

### ゲーム

#### 1998年
- 隣のお姉さん（七実さなえ）
- 許嫁（静川 清花、静川美花）
- Eye's 〜あなたの瞳にうつるもの〜（橘さつき）
- 奇跡〜迷子の天使（セティ）
- 無惨 〜血肉の生贄〜（ドーガ）
- 魔薬（三上愛）
- MIND（七瀬奈魅、桜井美依）
- 護人（マイ）

#### 1999年
- Machine Maiden外伝〜シンシア〜（シンシア、アルシア）
- フロレアール 〜すきすきだいすき〜（メルン）
- サークルメイト（らみ）
- 罪と罰（遠藤香澄）
- 絶望〜青い果実の散花〜（北野美依亜、水無月かな）
- こすちゅ〜む（キラ）
- HyperBroken 〜魂のチカラ〜（珠州佳苗）
- バレリーナ〜背徳のくるみ割り人形〜（川原乃菜）
- ねがい（御鏡舞奈）
- Machine Maiden（アルシア）

#### 2000年
- 檸檬（カレン）
- Repeat〜繰り返される刻そして…（高柳留美）
- 絶望2000〜青い果実の散花〜（北野美依亜、水無月かな）

#### 2001年
- けもの学園（三井野みるく）
- お約束LOVE（柳雛子）

#### 2002年
- ぎりぎりLOVE（皆川理絵）
- ハヤシ迷作劇場（サリー）
- 黒魔法少女サディスティック妖子（火井田敦子）

#### 2003年
- 夏音-Overture-（雨宮詩子）
- 片翼の天使（藤村いづな）
- 罪囚 _The SiN（カサッカ（香坂））
- 天使のいない12月（栗原透子）
- ふぉ〜りんLOVE（木之下琴美）

#### 2004年
- じゃみんぐ☆らんぶる（沢渡ちょこ、桂素子）
- ドリル少女ユイ （ユイ）
- お願いお星さま（吉野姫子）
- 和姦家族（愛美）

#### 2005年
- 夏音-Ring-（雨宮詩子）
- せんせいがおしえてあげる〜桜待坂Stories vol.2〜（コ＝スヨン）
- あやかしびと（如月すず）

#### 2007年
- 続・殺戮のジャンゴ -地獄の賞金首-（アルフィー）[2]

#### 2008年
- ENGAGE LINKS（フィアナ＝ロフト）[3]
- クロノベルト（如月すず）[4]
- 春色桜瀬（菅原皐月）[5]

#### 2009年
- 真剣で私に恋しなさい!!（甘粕真与）[6]
- 死神の接吻は別離の味（新島ほのか）[7]
- メモリア（香奈実＝レインズ）[8]

#### 2010年
- PARA-SOL（谷田部乃愛）[9]
- 初恋サクラメント（春日井いろは）[10]
- なないろ航路（遠野霧）[11]

#### 2011年
- カミカゼ☆エクスプローラー!（姫川 風花）[12]
- 鬼ごっこ!(坂上 加奈）[13]
- 鬼ごっこ! ファンディスク（坂上 加奈[14]、鈴鹿[15]）
- 妹スタイル（柚奈）[16]
- Strawberry Nauts（寿々苗 穂海）[17]

#### 2012年
- 真剣で私に恋しなさい!S（甘粕 真与）[18]
- DRACU-RIOT!（稲叢 莉音） [19]
- 竜翼のメロディア -Diva with the blessed dragonol-（シンシア=オーランド）[20]

#### 2013年
- レミニセンス（島津 秋）[21]

#### 2014年
- Bradyon Veda（楠 カヱデ）[22]
- 銃騎士 Cutie☆Bullet（藤倉 みやび）[23]
- レミニセンス Re：Collect（島津 秋）[24]

#### 2015年
- 神のラプソディ（ラヴィリエ・インタルーデ）[25]

#### 2024年
- Strawberry Nauts -ストロベリーノーツ- Full HD Memorial Plus（寿々苗 穂海）

### ソーシャルゲーム

#### 2023年
- ティンクルスターナイツ（聖沙・B・クリステレス）

## CD

### キャラクターソング
- DRACU-RIOT!キャラクターソングCDVol.3（稲叢 莉音）